# Pectinophora
Pectinophora is een geslacht van vlinders van de familie tastermotten (Gelechiidae).

## Soorten
- P. endema Common, 1958
- P. fusculella (Pagenstecher, 1900)
- P. gossypiella (Saunders, 1844)
- P. scutigera (Holdaway, 1926)